# Martim Afonso de Sousa
Pour les articles homonymes, voir Afonso et Sousa.
 Martim Afonso de Sousa est un capitaine et administrateur portugais, né vers 1500 à Vila Viçosa et mort à Lisbonne le 21 juillet 1564. Il a œuvré au Brésil et aux Indes pour le compte de la couronne portugaise.

## Biographie
Le Brésil avait été officiellement découvert par Cabral en 1500.
Après ce premier voyage, le Brésil ne représentait pour les Portugais que des Indiens, des animaux, des oiseaux et un certain bois appelé pau brasil (bois Brésil) qui était utilisé comme teinture en Europe. La petite expédition de l'année suivante avec Amerigo Vespucci ne modifia pas cette image. Cette fois-ci, ils furent mal reçus par les indiens  et se contentèrent de remonter la côte, l'œil sur le calendrier pour baptiser les accidents géographiques : cap Saint Roque, rio São Miguel. Ce n'est qu'en 1503 que fut créé le premier comptoir à Bahia. Une première tentative de distribution des terres fut faite, entre 1502 et 1505 avec Fernão de Noronha et un groupe de juifs convertis : « des nouveaux chrétiens ». À l'époque toute l'attention des Portugais allait au commerce avec les Indes et le Brésil n'apparaissait au roi Manuel Ier que comme une escale vers les épices.
L'expédition de 1503 avec Gonçalo Coelho et aussi Americo Vespucio montra que les corsaires français étaient très actifs sur les côtes brésiliennes exploitant le pau-brasil et menaçant la colonie. Celle-ci devrait donc  être occupée d'autant plus  que le commerce avec les Indes s'affaiblissait et que les Espagnols découvraient de l'or dans les territoires voisins.
Dès 1504, les Français commandés par le capitaine de Gonneville sur le bateau l'Espoir, arrivèrent à l'île de Santa Catarina, la Florianópolis actuelle, poussés par la tempête et le scorbut.
En 1526, une expédition garde-côtes fut organisée sous les ordres de Christovão Jaques qui vainquit trois navires français. La colonisation devint nécessaire : c'est ce que Martim Afonso fut chargé d'entreprendre
Martim Afonso fit d'abord partie de la cour du duc de Bragance puis de celle du prince héritier Jean. En  1523, Martim Afonso fut chargé par le nouveau roi, Jean III, d'accompagner Éléonore, veuve du roi Manuel, lors de son retour vers son pays natal. Là, en Espagne, il accompagna Charles Quint dans sa lutte contre la France. Malgré son mariage avec une Espagnole, Ana Pimentel, il rentra au Portugal en 1525 accompagnant l'Infante espagnole Catherine d'Autriche, sœur de l'empereur destinée à s'unir avec le roi Jean III.
En 1530, Martim Afonso nommé capitaine d'escadre et conseiller de la Couronne fut envoyé au Brésil. Il y avait la pleine juridiction sur les personnes qui l'accompagnaient et aussi sur celles qu'il rencontrerait. Il avait le droit de faire justice et même d'appliquer la peine de mort.
Il était  chargé de démarquer les propriétés et distribuer les terres comme il l'entendait, de nommer des notaires et des officiers de justice, bref, d'installer l'administration portugaise.
Il quitta Lisbonne le 3 décembre 1530, accompagné de 400 personnes à bord de quatre navires. À la hauteur du Pernambouc, ils arraisonnèrent un bateau français chargé de bois.
La flotte se sépara vers le nord et vers le sud. Dans la Baie de tous les Saints (Bahia), on fit la rencontre du Portugais Diogo Álvares Correia dit le Caramurú (dieu du Tonnerre en langue indigène) qui vivait depuis 22 ans à l'endroit, avait épousé une indienne Paraguaçu et s'était intégré dans la population. Le 30 avril 1531, Martim arriva sur le site de l'actuelle Rio de Janeiro où il installa un village. Le 1er août, il se dirigea vers l'actuelle Cananeia et envoya une expédition de 80 hommes remonter la rivière Iguape. Lui-même descendit la côte vers le Rio de la Plata et envoya son frère rechercher de l'or. Ce dernier revint bredouille et ils s'aperçurent que, selon le traité de Tordesillas, ils étaient en terres espagnoles.
Le 20 janvier 1532, ils fondèrent le port de São Vicente qui fut le premier vrai établissement au Brésil où ils construisirent un fort et commencèrent le premier peuplement permanent aidé de João Ramalho. Celui-ci créa aussi un second peuplement sur les terres de son beau-père Tibiriçá sur les marges du rio Piratininga, future ville de São Paulo.
Le frère de Martim, Pero Lopes de Sousa quitta São Vicente le 12 mai 1532 et au Pernambouc, rencontra 30 hommes que le corsaire français Jean Duperet avait laissés dans une forteresse; il les battit et réinstalla le fort portugais. Après avoir pourchassé pendant deux ans le rêve de l'or, Martim se tourna vers l'agriculture et commença à développer la culture de la canne à sucre. Pour cela, il distribua des terres.
Entre 1534 et 1536, le roi augmenta les donations et créa les capitaineries héréditaires sur le modèle à succès des Açores qui avait un sol plus fertile que le Brésil et était plus proche de la métropole. Ainsi, la côte fut distribuée à Martim Afonso lui-même, Pero Lopes Sousa, Pero Góis, Pero do Campo Tourinho, Vasco Fernandes Coutinho, Jorge Figueiredo Correiá, Francisco Pereira Coutinho, Duarte Coelho Pereira, Antônio Cardoso de Barros, Fernão Álvares de Andrade, João de Barros et Aires da Cunha.
En général, les capitaineries furent un désastre par manque de capitaux et de main-d'œuvre. Seuls deux établissements prospérèrent : celui de São Vicente avec João Ramalho (Martim Afonso avait déjà été rappelé) et celui de Pernambouc avec Duarte Coelho qui bénéficia des peuplements antérieurs et de la proximité de la métropole.
Martim rentra au Portugal en 1533 et fut nommé en 1534 gouverneur des Indes ce qu'il fut jusqu'en 1539. Le territoire indien était constitué d'une mosaïque de royaumes sur pied de guerre. Là, il combattit successivement le sultan de Cambaia et le roi de Cochim.
De 1541 à 1545, il fut de nouveau gouverneur d'une partie des Indes. Il passa ses dernières années au Portugal, où il mourut en 1564.